# Bambusová opona

Východoasijské studenoválečné aliance v roce 1959. Laos byl v té době spojencem Spojených států, protože komunistická strana Pathet Lao se v zemi ujala vlády až v roce 1975. Také Severní a Jižní Vietnam ještě nebyly sjednoceny. Hranice nyní nezávislých bývalých sovětských republik jsou pro kontext zobrazeny anachronicky.

Bambusová opona je politický termín z období studené války mezi komunistickými státy východní Asie, zejména Čínskou lidovou republikou, a kapitalistickými a nekomunistickými státy východní, jižní a jihovýchodní Asie. Na severu a severozápadě ležely komunistické státy Čína, Sovětský svaz, Severní Vietnam, Severní Korea a Mongolská lidová republika. Na jihu a východě ležely kapitalistické a nekomunistické státy Indie, Pákistán, Japonsko, Indonésie, Malajsie, Singapur, Filipíny, Thajsko, Tchaj-wan, Jižní Korea, britský Hongkong a portugalské Macao. Před indočínskou válkou patřila do nekomunistického bloku Francouzská Indočína a její nástupnické státy Jižní Vietnam, Laos a Kambodža. Po válkách se však nové země Vietnam, Laos a Demokratická Kampučia staly komunistickými státy. Zejména po korejské válce se významným symbolem tohoto asijského rozdělení stala korejská demilitarizovaná zóna (ačkoli samotný termín bambusová opona se v této konkrétní souvislosti používá jen zřídka).
Výraz bambusová opona byl odvozen od termínu železná opona, který se v Evropě hojně používal od poloviny 40. do konce 80. let 20. století pro označení komunistických hranic v tomto regionu. Používal se méně často než železná opona, částečně proto, že zatímco železná opona zůstávala po více než 40 let relativně statická, bambusová opona se často měnila a byla poněkud méně přesná. Byl to také méně přesný popis politické situace v Asii kvůli nedostatečné soudržnosti uvnitř východoasijského komunistického bloku, která vyústila v čínsko-sovětský rozkol. Během studené války byly komunistické vlády v Mongolsku, Vietnamu a Laosu spojenci Sovětského svazu, i když někdy spolupracovaly s Čínou, zatímco Pol Potův kambodžský režim byl loajální vůči Číně. Po korejské válce se Severní Korea vyhýbala tomu, aby se postavila na stranu Sovětů a Číny.
Zlepšení vztahů mezi Čínou a Spojenými státy v pozdějších letech studené války způsobilo, že tento termín zastaral, s výjimkou Korejského poloostrova a rozdělení na spojence USA a spojence SSSR v jihovýchodní Asii. Dnes se demilitarizované pásmo oddělující Severní a Jižní Koreu obvykle označuje zkratkou DMZ. Bambusová opona se nejčastěji používá pro označení uzavřených hranic a ekonomiky Barmy (ta se však začala otevírat v roce 2010). Bambusová opona od té doby ustoupila obchodnímu modelu zvanému bambusová síť.

## V kultuře
Termín použil v roce 2003 tibetský básník Lhasang Cchering v básni Bambusová opona hoří.